# (38) Leda
(38) Leda ist ein Asteroid des mittleren Hauptgürtels, der am 12. Januar 1856 vom französischen Astronomen Jean Chacornac an der Pariser Sternwarte entdeckt wurde. Er konnte bei seiner zweiten Erscheinung nicht beobachtet werden und wurde erst bei seiner dritten Opposition von Wilhelm Foerster wiederentdeckt.
Der Asteroid wurde benannt nach Leda, der Frau des Königs von Sparta. Von Zeus, der die Gestalt eines Schwans angenommen hatte, brachte sie zwei Eier hervor, aus einem davon kamen Polydeukes und Helena und aus dem anderen Kastor und Klytaimnestra. Die Benennung erfolgte durch den französischen Astronomen Urbain Le Verrier. Der Name Leda wurde auch dem Satelliten XIII des Jupiter gegeben, der 1974 von Charles Thomas Kowal entdeckt wurde.

## Wissenschaftliche Auswertung
Aus Ergebnissen der IRAS Minor Planet Survey (IMPS) wurden 1992 Angaben zu Durchmesser und Albedo für zahlreiche Asteroiden abgeleitet, darunter auch (38) Leda, für die damals Werte von 115,9 km bzw. 0,06 erhalten wurden. Radarastronomische Untersuchungen am Arecibo-Observatorium am 13. und 15. Januar 2001 bei 2,38 GHz ergaben einen effektiven Durchmesser von 116 ± 13 km. Eine Auswertung von Beobachtungen durch das Projekt NEOWISE im nahen Infrarot führte 2011 zu vorläufigen Werten für den Durchmesser und die Albedo im sichtbaren Bereich von 116,0 km bzw. 0,06. Ein Vergleich von Daten, die von 1978 bis 2011 an der Sternwarte Ondřejov in Tschechien und am Table Mountain Observatory in Kalifornien gesammelt wurden, mit den Daten von NEOWISE führte 2012 zu Werten für den Durchmesser und die Albedo von 115,9 km bzw. 0,06. Nachdem die Werte nach neuen Messungen mit NEOWISE 2012 auf 122,5 km bzw. 0,06 korrigiert worden waren, wurden sie 2014 auf 92,3 km bzw. 0,10 geändert. Nach der Reaktivierung von NEOWISE im Jahr 2013 und Registrierung neuer Daten wurden die Werte 2015 zunächst mit 114,2 km bzw. 0,05 angegeben, diese Angaben beinhalten aber hohe Unsicherheiten, und dann 2016 korrigiert zu 128,2 km bzw. 0,04. Mit einer Auswertung von drei Sternbedeckungen durch den Asteroiden konnte in einer Untersuchung von 2020 ein mittlerer Durchmesser von 97,3 ± 4,1 km bestimmt werden.

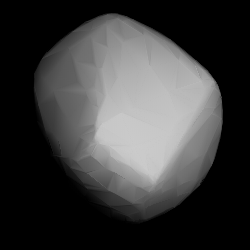
Berechnetes 3D-Modell von (38) Leda

Photometrische Beobachtungen von (38) Leda fanden erstmals statt am 19. und 24. März 1979 am La-Silla-Observatorium in Chile. Fast zur gleichen Zeit erfolgten auch Messungen am 24. und 25. März 1979 am Table Mountain Observatory. Beide Beobachtungen führten aber noch nicht zur Auswertung einer Rotationsperiode. Bei mehreren Messungen im Zeitraum von 16. November bis 10. Dezember 1995 am United States Naval Observatory (USNO) in Washington, D.C. wurde dann eine detaillierte Lichtkurve aufgezeichnet, aus der eine Rotationsperiode von 12,84 h bestimmt wurde. Die Auswertung der Messdaten von zwei Beobachtungsreihen von September bis Oktober 1995 am Observatorium Belogradtschik und von Februar bis März 1997 am Nationalen Astronomischen Observatorium Roschen, beide in Bulgarien, führte dagegen nur zur Abschätzung einer „ziemlich langen“ Rotationsperiode, vermutet wurden 17 Stunden oder länger. Bei weiteren während drei Nächten vom 16. November bis 29. Dezember 2000 am Astronomischen Observatorium Yunnan in China durchgeführten Messungen wurde für die Rotationsperiode ein Wert von 10,171 h abgeleitet.
Am Organ Mesa Observatory in New Mexico gab es mehrere Kampagnen zur photometrischen Beobachtung von (38) Leda: Aus Messungen vom 29. Juli bis 30. September 2008 konnte eine Rotationsperiode von 12,838 h abgeleitet werden, was den am USNO ermittelten Wert bestätigte. Bei einer weiteren Beobachtung vom 19. November 2009 bis 9. Januar 2010 während drei Nächten konnte zwar keine unabhängige Bestimmung einer Rotationsperiode durchgeführt werden, denn die Lichtkurve passte zu mehreren möglichen Perioden, von denen aber die kürzeste mit 12,839 h kompatibel zu den früheren Bestimmungen war. Schließlich wurden am gleichen Ort noch weitere Daten gesammelt, um für die Berechnung eines Gestaltmodells für den Asteroiden bereit zu stehen, und zwar vom 17. März bis 26. April 2011 (abgeleitete Periode 12,834 h) und vom 4. bis 29. Juni 2012 (abgeleitete Periode 12,837 h).
In einer Untersuchung von 2013 konnte dann mit der Methode der konvexen Inversion aus 30 archivierten Lichtkurven der Jahre 1979 bis 2012 ein dreidimensionales Gestaltmodell des Asteroiden erstellt werden. Außerdem wurden zwei alternative Lösungen für die Position der Rotationsachse mit retrograder Rotation und eine Periode von 12,83616 h errechnet. Zwischen 2012 und 2018 wurden mit der All-Sky Automated Survey for Supernovae (ASAS-SN) auch photometrische Daten von 20.000 Asteroiden aufgezeichnet. Auf mehr als 5000 davon konnte erfolgreich die Methode der konvexen Inversion angewendet werden, darunter auch (399) Persephone, für die in einer Untersuchung von 2021 ein verbessertes dreidimensionales Gestaltmodell für eine Rotationsachse mit retrograder Rotation und einer Periode von 12,8360 h berechnet wurde.
Abschätzungen von Masse und Dichte für den Asteroiden (38) Leda aufgrund von gravitativen Beeinflussungen auf Testkörper ergaben in einer Untersuchung von 2012 eine Masse von etwa 5,71·1018 kg, was mit einem angenommenen Durchmesser von etwa 115 km zu einer Dichte von 7,09 g/cm³ führte bei keiner Porosität. Diese Werte besitzen aber eine hohe Unsicherheit im Bereich von ±95 %.